# Manuel Almunia
Manuel Almunia Rivero (* 19. Mai 1977 in Pamplona) ist ein ehemaliger spanischer Fußball-Torwart.

## Karriere
Almunia gehörte jeweils ein Jahr lang den Mannschaften von Recreativo de Huelva (2002/03) und von Celta Vigo (2003/04) an, bis er an den südspanischen Verein Albacete Balompié ausgeliehen wurde, für den er 24 Erstliga-Einsätze bestritt. 2004 wechselte er zum FC Arsenal, bei dem er an zweiter Stelle hinter Jens Lehmann stand. Noch in derselben Saison gelang es ihm, den Deutschen für kurze Zeit zu verdrängen, verlor seinen Platz zwischen den Pfosten aber wieder nach zehn Spielen. In den ersten beiden Saisonspielen der Premier League Saison 2007/08 unterlief Lehmann jeweils ein schwerer Fehler. Als er sich eine Kapselzerrung im Sprunggelenk zuzog, rückte Almunia in die Anfangsformation. Er spielte fehlerfreie Partien und erkämpfte sich so seinen Stammplatz, den er auch nach der Genesung Lehmanns behielt.
Ein sportlicher Höhepunkt seiner Laufbahn war das Spiel im Champions-League-Finale der Saison 2005/06. Almunia wurde in der 19. Minute eingewechselt, nachdem Jens Lehmann mit Rot vom Platz gestellt worden war. Trotz seiner Bemühungen unterlag seine Mannschaft in diesem Spiel dem FC Barcelona mit 2:1.
Für die spanische Nationalmannschaft bestritt Almunia kein Spiel, auch im Jugendbereich repräsentierte er das Land nicht. Aus diesem Grund hätte er nach einer Einbürgerung ins Vereinigte Königreich beispielsweise für die englische Nationalmannschaft auflaufen können. Diesbezüglich hatte er über den vereinseigenen Sender „Arsenal TV“ im Januar 2008 sein Interesse an den „Three Lions“ bekundet. Zu einem solchen Engagement kam es jedoch nicht.
Am 30. September 2011 wurde Manuel Almunia für einen Monat an West Ham United verliehen.
Zur Saison 2012/13 wechselte Almunia zum FC Watford und erhielt zunächst einen Vertrag bis zum Saisonende. Der FC Watford erreichte das Halbfinale der Playoffs für die Premier League. Im Rückspiel am 12. Mai 2013 gegen Leicester City konnte Almunia in der Nachspielzeit einen Elfmeter sowie den darauffolgenden Abpraller parieren. Der direkt eingeleitete Gegenstoß führte zum 3-1 Treffer durch Troy Deeney, welcher die Qualifikation für das entscheidende Playoff-Spiel bedeutete. Dieses wurde allerdings mit 0-1 gegen Crystal Palace verloren. Almunia verlängerte seinen Vertrag anschließend für die Saison 2013/14. 
Nachdem sein Vertrag ausgelaufen war, wollte sich Almunia Cagliari Calcio anschließen. Beim Medizincheck wurde eine Herzerkrankung diagnostiziert, woraufhin Almunia seine Karriere beendete.

## Erfolge/Titel

### Verein
- FA Cup: 2005
- FA Community Shield: 2004
- Champions-League-Finalist: 2005/06
- League-Cup-Finalist: 2007, 2011

### Persönliche Auszeichnungen
- Trofeo Zamora (Segunda División): 2001/02